# Biaudos
Biaudos – miejscowość i gmina we Francji, w regionie Nowa Akwitania, w departamencie Landy.
Według danych na rok 1990 gminę zamieszkiwały 544 osoby, a gęstość zaludnienia wynosiła 35 osób/km² (wśród 2290 gmin Akwitanii Biaudos plasuje się na 680. miejscu pod względem liczby ludności, natomiast pod względem powierzchni na miejscu 729.).